# University of Bolton
Die University of Bolton  ist eine Universität in Bolton, England. Sie ist aus dem Bolton Institute of Higher Education hervorgegangen. Sie zählt mit weniger als 9.000 Studierenden zu den kleineren Universitäten Großbritanniens.

## Geschichte
Die Vorläufer tertiärer Bildungseinrichtungen in Bolton können bis ins Jahr 1824 zurückverfolgt werden. Zu dieser Zeit wurde in Bolton nach Vorbild des Londoner Mechanics’ Institute eine Bildungseinrichtung geschaffen, die spezielle Bildungsangebote etablierte, um den ansässigen Unternehmen der Textilbranche hochqualifizierte Arbeitnehmer im technischen Bereich zur Verfügung zu stellen. Dieses Bolton Mechanics Institute entwickelte sich über die Jahrzehnte stetig weiter, so dass bald auch künstlerische Studien angeboten, um dem wachsenden Bedarf nach Experten im Bereich Gestaltung und Design in der Textilbranche Rechnung zu tragen.
Nach dem Zweiten Weltkrieg wurden in Bolton gleich mehrere neue Bildungseinrichtungen gegründet, hierzu gehörten u. a. das Bolton College of Art, das Bolton Technical College und das Bolton Training College. Hierbei nutzte das dem Bolton Technical College angegliederte Bolton Institute of Technology (BIT) auch erstmals Räumlichkeiten an der Deane Road, wo sich auch heute noch der Campus der Universität befindet.
Das Bolton Institute of Higher Education wurde 1982 aus einem Zusammenschluss des Bolton Institute of Technology und des Bolton College of Education (Technical) gegründet, welches zuvor bereits mit dem Bolton College of Art fusioniert hatte.
1990 wurde dem Bolton Institute of Higher Education das Recht verliehen, Bachelor- und Masterabschlüsse auf Basis von klassischen Studiengängen zu verleihen. Hinzu kam 1994 das Recht, auch Forschungsorientierte Studiengänge (Ph.D.) anbieten zu dürfen.
Im April 2004 wurde dem Institut der Universitätsstatus verliehen. Danach wurde ein neuer Name gesucht. Neben den vorgeschlagenen Kandidaten Bolton University, Bolton Institute University, West Pennines University, Bolton Metropolitan University und Bolton Leverhulme University setzte sich schließlich University of Bolton als neuer Titel der Institution durch und wurde am 2. September 2004 bekanntgegeben.

## Fakultäten und Forschungsbereiche
Die Universität besteht aus vier Fakultäten und drei Forschungsbereichen:
Fakultäten:
- School of Arts, Media and Education
- School of the Built Environment and Engineering
- School of Business and Creative Technologies (inklusive Bolton Business School und School of Games Computing and Creative Technologies)
- School of Health and Social Sciences

Forschungsbereiche:
- Business, Logistics and Information Systems Research Centre
- Centre for Materials Research and Innovation
- Institute for Educational Cybernetics

## Zahlen zu den Studierenden
Von den 8.175 Studenten des Studienjahrens 2019/2020 waren 4.945 weiblich und 3.225 männlich. 2007 waren es 8.740 Studierende gewesen. 2014/2015 waren es 3.495 Frauen und 2.885 Männer und insgesamt 6.385 Studierende. 2019/2020 kamen 7.205 Studierende aus England, 25 aus Schottland, 75 aus Wales und 225 aus der EU. 6.675 der Studierenden strebten 2019/2020 ihren ersten Studienabschluss an, sie waren also undergraduates. 1.500 arbeiteten auf einen weiteren Abschluss hin, sie waren postgraduates. Davon waren 290 in der Forschung tätig.